# Liste des animaux du Cénozoïque
Cette liste répertorie les animaux préhistoriques du Cénozoïque par ordre alphabétique accompagné de leurs époques respectives d'apparition. Certaines espèces peuvent figurer deux fois : une fois sous leur nom binomial, et une fois sous leur nom vernaculaire.
- Haut – A
- B
- C
- D
- E
- F
- G
- H
- I
- J
- K
- L
- M
- N
- O
- P
- Q
- R
- S
- T
- U
- V
- W
- X
- Y
- Z

## A
- Aceratherium (Oligocène)
- Acrophoca (Pliocène)
- Aepycamelus (Miocène)
- Afropithecus turkanensis (Miocène)
- Allodesmus (Miocène)
- Ambulocetus (Éocène)
- Amebelodon (Miocène)
- Amphicyon (Oligocène)
- Anagale (Oligocène)
- Anancus (Miocène)
- Anatalavis (Paléocène)
- Anchitherium
- Ancylotherium (Pliocène)
- Andrewsarchus (Éocène)
- Anniella (Éocène)
- Anthracotherium (Oligocène)
- Apidium (Éocène)
- Archaeogeryon(Miocène)
- Archaeotherium (Oligocène)
- Arctocyon (Paléocène)
- Arctodus simus (Pléistocène)
- Argentavis magnificens (Miocène)
- Argiotherium (Miocène)
- Argyrolagus (Miocène)
- Arsinoitherium (Éocène)
- Astrapotherium (Oligocène)
- Aurochs (Pléistocène)
- Australodelphis(Pliocene)
- Australornis (Paléocène)

## B
- Basilosaurus (Éocène)
- Barylambda (Paléocène)
- Birbalomys (Éocène)
- Blastomeryx (Miocène)
- Borhyaena (Oligocène)
- Brachycrus (Miocène)
- Branisella (Oligocène)
- Brontops (Oligocène)
- Brontotherium (Oligocène)

## C
- Cainotherium (Oligocène)
- Camelops (Pléistocène)
- Canis dirus (Pléistocène)
- Carcharocles (Miocène)
- Carcharodon megalodon (Pliocène)
- Castoroides (Pléistocène)
- Ceratogaulus (Miocène)
- Cerdocyon avius (Pléistocène)
- Cetotherium (Miocène)
- Chalicothère (Miocène)
- Chapalmalmania (Pliocène)
- Chlamydoselachus fiedleri (Eocène)
- Chriacus (Paléocène)
- Chororapithecus abyssinicus (Miocène)
- Cimolesta (Miocène)
- Cladosictis (Oligocène)
- Coelodonta (Pléistocène)
- Coryphodon (Paléocène)
- Cuvieronius (Pliocène)
- Cynodictis (Oligocène)
- Cynodesmus (Oligocène)

## D
- Daeodon (Oligocène et Miocène)
- Darwinius masillae (Éocène)
- Deinogalerix (Miocène)
- Deinotherium (Miocène)
- Dendropithecus (Miocène)
- Desmatophoca (Miocène)
- Desmostylus (Miocène)
- Diacodexis (Eocène)
- Diadaphorus (Miocène)
- Didolodus (Eocène)
- Dinofelis (Pliocène)
- Dinohippus (Pliocène)
- Dinohyus (Miocène)
- Diprotodon (Pléistocène)
- Dinotherium (Miocène)
- Doedicurus (Pliocène)
- Dolichorhinus (Eocène)
- Dorudon (Eocène)
- Dryopithèque (Miocène)

## E
- Ectoconus (Paléogène)
- Elasmotherium (Pléistocène)
- Elephas antiquus (Pléistocène)
- Elephas falconeri (Pléistocène)
- Elephas recki (Pliocène)
- Elephas planifrons (Pliocène)
- Elomeryx (Eocène)
- Embolotherium (Eocène)
- Enaliarctos (Miocène)
- Entelodon (Oligocène)
- Eobasilus (Eocène)
- Eobothus (Eocène)
- Eocardia (Miocène)
- Eomanis (Eocène)
- Eomys (Oligocène)
- Eosimias (Éocène)
- Eotitanops (Eocène)
- Epicyon (Miocène)
- Epigaulus (Miocène)
- Eremotherium laurillardi (Pléistocène)
- Eucladoceros (Pliocène)
- Eurhinodelphis (Miocène)
- Eurotamandua (Eocène)
- Eusmilus (Oligocène)

## G
- Gastornis (Paléocène)
- Gavialosuchus (Oligocène)
- Gigantopithecus (Miocène)
- Glossotherium (Pliocène)
- Glyptodon (Pliocène)
- Godinotia (Eocène)
- Gomphotherium (Miocène)

## H
- Halocrocorax (Miocène)
- Hapalops (Miocène)
- Harpagornis (Pléistocène)
- Hayoceros (Pléistocène)
- Hemicyon (Miocène)
- Heptodon (Eocène)
- Hesperocyon (Oligocène)
- Hipparion (Miocène)
- Hippidion (Pléistocène)
- Hippopotamus meltensis (Pléistocène)
- Hippopotamus gorgops (Miocène)
- Homalodotherium (Miocène)
- Homotherium (Miocène)
- Hyaenodon (Oligocène)
- Hydrodamalis gigas (Pliocène)
- Hypsidoris (Eocène)
- Hyracodon (Oligocène)
- Hyrachyus (Eocène)
- Hyracotherium (Eocène)

## I
- Icaronycteris (Éocène)
- Ichthyolestes (Éocène)
- Ictitherium (Miocène)
- Icadyptes (Eocène)
- Ilingoceros (Miocène)
- Imagotaria (Miocène)
- Indohyus (Eocène)
- Indricotherium (Oligocène)
- Inkayacu (Eocène)
- Ischyromys (Eocène)

## J
- Janjucetus (Oligocène)

## K
- Kanuites (Miocène)
- Kelenken (Miocène)
- Knightia (Eocène)
- Kvabebihyrax (Pliocène)

## L
- Laornis (Paléocène)
- Leithia melitensis (Pléistocène)
- Leptictidium (Eocène)
- Leptomeryx (Éocène)
- Limnofregata azygosternum (Eocène)
- Lion des cavernes (Pléistocène)
- Livyatan (Miocène)

## M
- Macrauchenia (Pliocène)
- Mammouth (Pléistocène)
- Mammut americanum (Miocène)
- Mammuthus africanavus (Pliocène)
- Mammuthus columbi (Pléistocène)
- Mammuthus exilis (Pléistocène)
- Mammuthus meridionalis (Pléistocène)
- Mammuthus primigenius (Pléistocène)
- Mammuthus trogontherii (Pléistocène)
- Mastodonte (Pléistocène)
- Megacerops (Éocène)
- Megalania (Pléistocène)
- Megaloceros (Pléistocène)
- Megalonyx jeffersonii (Pléistocène)
- Megantereon (Miocène)
- Megatherium (Pliocène)
- Menoceras (Miocène)
- Merychippus (Miocène)
- Merycoidodon culbertsoni (Eocène)
- Mesohippus (Oligocène)
- Mesoreodon (Oligocène)
- Mesonyx (Eocène)
- Mesopithecus (Miocène)
- Metacheiromys (Eocène)
- Metamynodon (Eocène)
- Metridiochoerus (Pliocène)
- Miracinonyx (Pléistocène)
- Miacis (Paléocène)
- Miohippus (Oligocène)
- Miotapirus (Miocène)
- Moeritherium (Eocène)
- Moropus (Miocène)

## N
- Nalacetus (Éocène)
- Necrolemur (Éocène)
- Necrolestes (Miocène)
- Neocathartes grallator (Eocène)
- Nimravus (Oligocène)
- Notostylops (Eocène)
- Notharctus (Eocène)

## O
- Odobenocetops (Pliocène)
- Orohippus (Eocène)
- Oréopithèque (Miocène)
- Osteoborus (Miocène)
- Osteodontornis orri (Miocène)
- Ouranopithèque (Miocène)
- Ours à face courte (Pléistocène)
- Ours des cavernes (Pléistocène)
- Oxydactylus (Miocène)
- Oxyaena (Paléocène)

## P
- Pachyrukhos (Oligocène)
- Pakicetus (Éocène)
- Palaeodus ambiguus (Oligocène)
- Palaeocastor (Oligocène)
- Palaeolagus (Oligocène)
- Palaeoryctes (Paléocène)
- Palaeotherium (Éocène)
- Paléomastodonte (Éocène)
- Palorchestes (Miocène)
- Panthera palaeosinensis (Pliocène)
- Panthera spelaea (Pléistocène)
- Panthera spelaea fossilis (Pléistocène)
- Panthera spelaea atrox (Pléistocène)
- Paraceratherium (Oligocène)
- Parahippus (Miocène)
- Peltephilus (Oligocène)
- Pelorocis (Pléistocène)
- Percocruta (Miocène)
- Phenacodus (Paléocène)
- Phiomia (Oligocène)
- Phlaocyon (Miocène)
- Phorusrhacos (Pliocène)
- Pierolapithecus catalaunicus (Miocène)
- Planetetherium (Paléocène)
- Platax altissimus (Éocène)
- Platybelodon (Miocène)
- Platygonus (Pliocène)
- Plesiadapis (Paléocène)
- Plesictis (Oligocène)
- Pliohippus (Miocène)
- Pliopithèque (Miocène)
- Poebrotherium (Oligocène)
- Potamotherium (Miocène)
- Presbyornis (Paléocène)
- Pristichampsus (Éocène)
- Procamelus (Miocène)
- Proconsul (primate) (Miocène)
- Procoptodon (Pléistocène)
- Prolibytherium (Miocène)
- Promerycochoerus (Miocène)
- Propalaeotherium (Éocène)
- Propliopithecus (Miocène)
- Prorastomus (Éocène)
- Prosqualodon (Oligocène)
- Protocetus (Éocène)
- Protoceras (Oligocène)
- Protorohippus (Éocène)
- Protylopus (Éocène)
- Protypotherium (Miocène)
- Ptilodus (Paléocène)
- Pyrotherium (Oligocène)

## Q
- Qaisracetus (Éocène)
- Quercylurus (Oligocène)

## R
- Ramapithecus (Miocène)
- Rodhocetus (Éocène)
- Rytiodus (Miocène)
- Rhynchippus (Oligocène)

## S
- Sarkastodon (Éocène)
- Scarittia (Oligocène)
- Sivapithèque (Miocène)
- Sivatherium (Pliocène)
- Smilodon (Pliocène)
- Stégodon (Pliocène)
- Stegomastodon (Pliocène)
- Steneofiber (Miocène)
- Stenomylus (Miocène)
- Stylinodon (Éocène)
- Subhyracodon (Éocène)
- Syndyoceras (Miocène)
- Synthetoceras (Miocène)

## T
- Teleoceras (Miocène)
- Telicomis (Miocène)
- Thestodon (Miocène)
- Thoatherium (Miocène)
- Thomashuxleya (Éocène)
- Thylacoleo (Pléistocène)
- Thylacosmilus (Miocène)
- Titanoboa (Paléocène)
- Titanotylopus (Pliocène)
- Toxodon (Pliocène)
- Tremacebus (Oligocène)
- Trigonias (Oligocène)
- Trigonostylops (Paléocène)
- Trogosus (Éocène)

## U
- Uintathérium (Paléocène)
- Ursus spelaeus (Pléistocène)

## V
- Vampyrictis (Miocène)

## W
- Waimanu (Paléocène)
- Waipatia (Oligocène)

## X
- Xenosmilus (Pléistocène)

## Z
- Zygorhiza (Éocène)

- Haut – A
- B
- C
- D
- E
- F
- G
- H
- I
- J
- K
- L
- M
- N
- O
- P
- Q
- R
- S
- T
- U
- V
- W
- X
- Y
- Z